# Carlo Bonzanigo
Carlo Bonzanigo (Lugano, 1966) è un designer italiano con cittadinanza svizzera, che ha lavorato a lungo presso la Pininfarina e presso il Centre de Création Citroen a Parigi.
Dal 2015 a fine 2016 è stato Direttore del Dipartimento Automotive di Q-ID Industrial Design dello Studio di Design Q-Red a Maranello e consulente presso Ferrari Design, Maranello. Da gennaio 2017 fino a settembre 2019 Bonzanigo è stato vice presidente del design di Pininfarina.

## Biografia

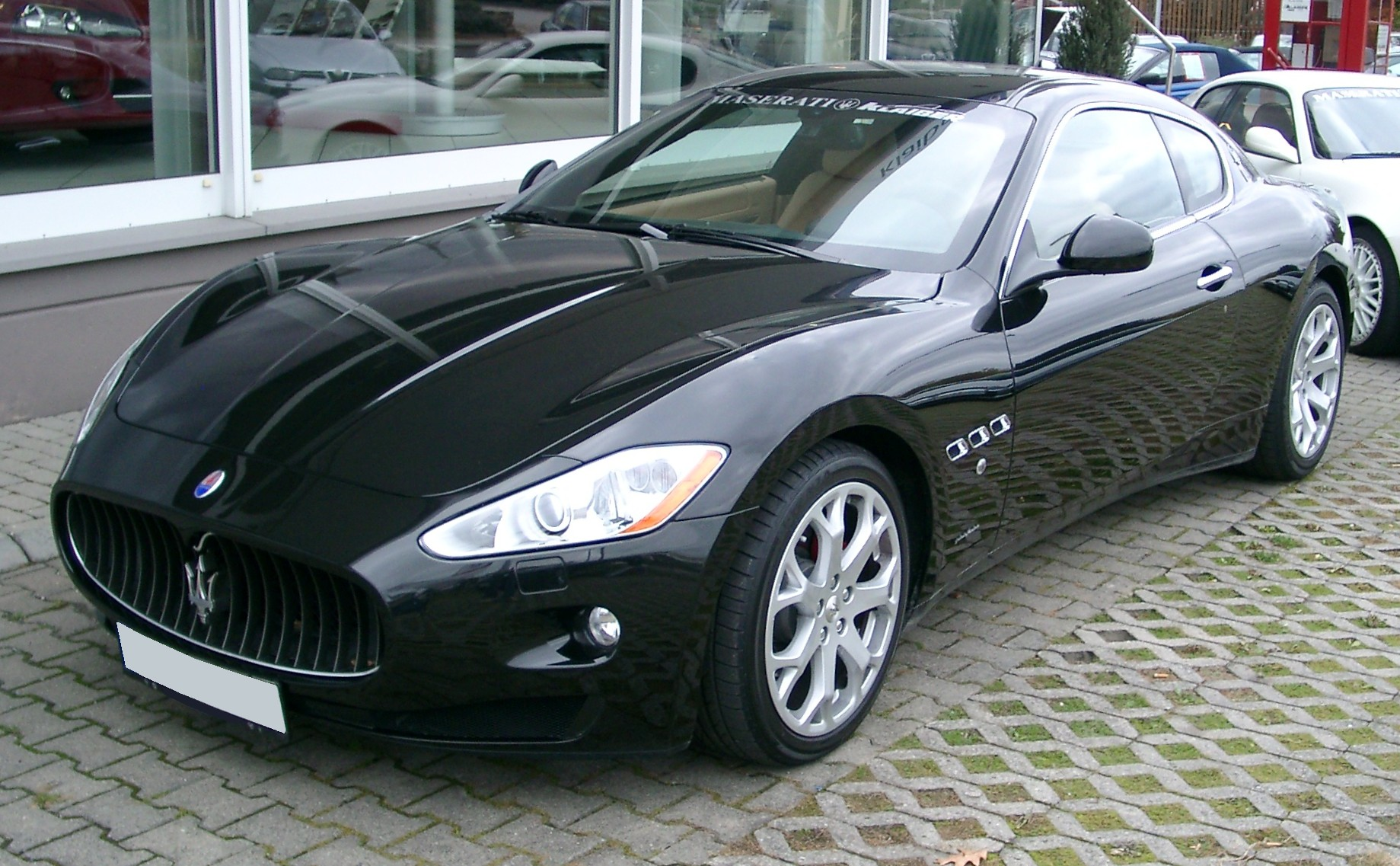
Maserati Gran Turismo

Diplomato in Transportation Design all'Art Center College of Design e laureato in Ingegneria meccanica, specializzazione aeronautica, presso il Politecnico Federale svizzero di Zurigo (ETH), entra nel 1995 in Pininfarina come Designer, assumendo sempre maggiori responsabilità sotto Lorenzo Ramaciotti sino a diventare, Design Manager delle Concept Cars Pininfarina Osée del 2001 (della quale disegna anche l'interno), Ford Start del 2002 e della vettura di produzione Maserati Granturismo (2003).

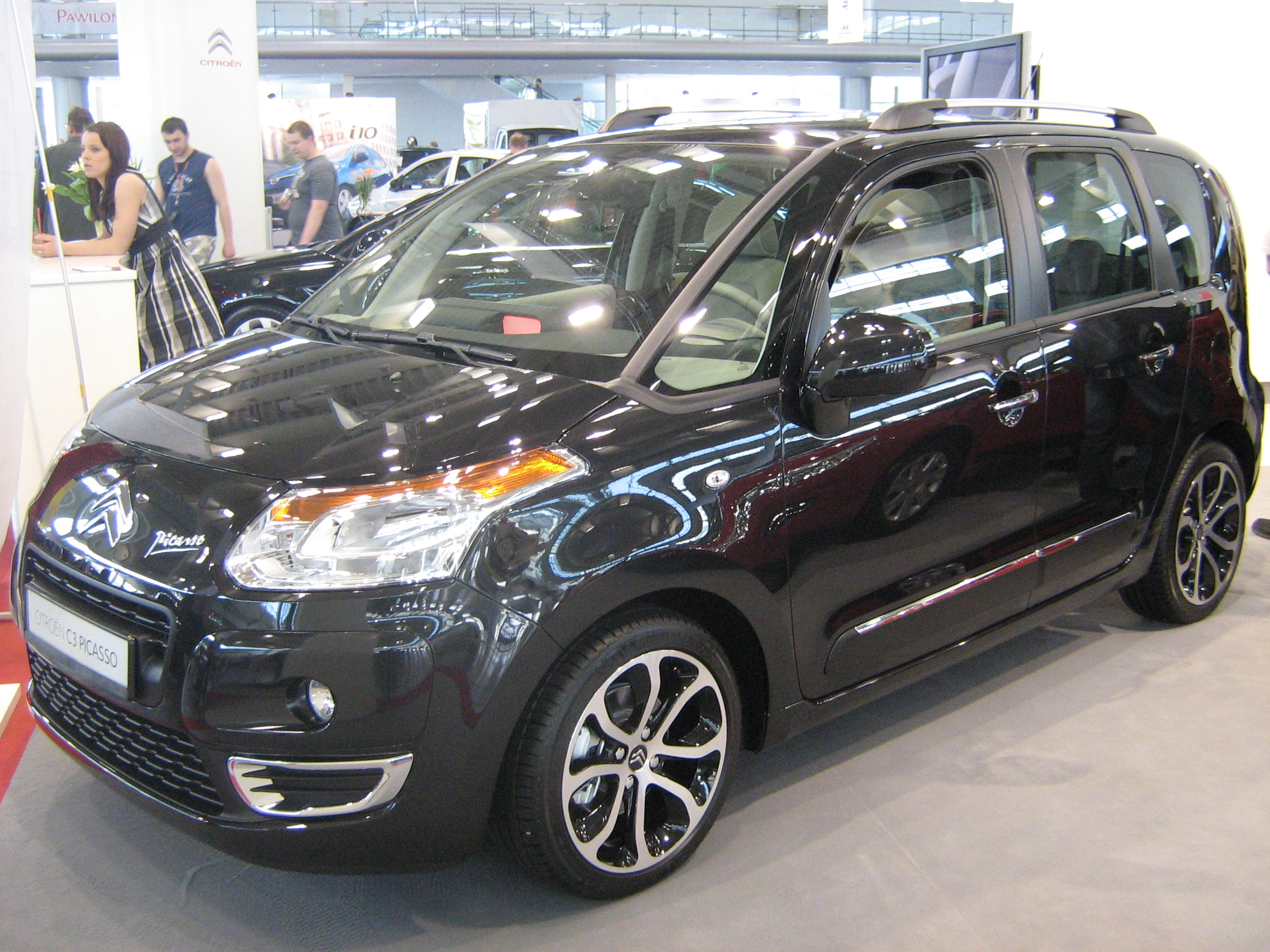
Citroen C3 Picasso

Nel 2004 viene chiamato in Francia da Jean Pierre Ploué, assumendo l'incarico di Chief Designer presso il Centre de Création Citroën a Vélizy, e integrando così il team che ha rinnovato radicalmente il design delle vetture Citroen e creato il marchio DS.
Nel 2007 diventa direttore del Design delle concept car e dei programmi di design eseguiti in cooperazione con altre marche, responsabilità alle quali si aggiunge, un anno dopo, quella dell'advanced design.
Durante la sua permanenza in seno al gruppo PSA, è stato responsabile del design di esterni ed interni delle vetture di produzione C3 Picasso, C3 Aircross, C4 Aircross et Nuova C1 e delle Concept Cars DS Hypnos (2008), DS Revolte(2009), Tubik (2011), DS Numéro 9 (2012), C1 Swiss and Me and C1 Urban Ride (2014).
Dal 2015 a fine 2016 è stato Direttore del Dipartimento Automotive di Q-ID Industrial Design Archiviato il 21 settembre 2016 in Internet Archive. e dello Studio di Design Q-Red a Maranello e consulente presso Ferrari Design, Maranello.
Da gennaio 2017 Bonzanigo è Direttore del Design Pininfarina a Cambiano presso Torino. Sotto la sua direzione l’azienda torinese ha sinora disegnato un cospicuo numero di vetture: una gamma di show cars per il costruttore di Hong Kong Hybrid Kinetic (la granturismo 4 posti HK GT, la berlina HK 500 e il SUV HK350), la Karma Gt by Pininfarina per il marchio californiano Karma, presentata al salone di Shanghai 2019 e le Lux A 2.0 Sedan e Lux SA 2.0 SUV, le prime due vetture per il costruttore vietnamita Vinfast.
Il suo Team ha inoltre disegnato, in collaborazione con Automobili Pininfarina, la Hypercar elettrica Battista, presentata al salone di Ginevra 2019.
Nel settembre 2019 Bonzanigo ha lasciato per ragioni personali la direzione del design di Pininfarina, la quale ha affidato l'incarico ad interim a Guglielmo Cartia.
Nel 2021 ha pubblicato il saggio “AUTOMOBILI, DESIGN ED EMOZIONI – Celebrazione del piacere estetico”, edito da Artioli Editore 1899, Modena.

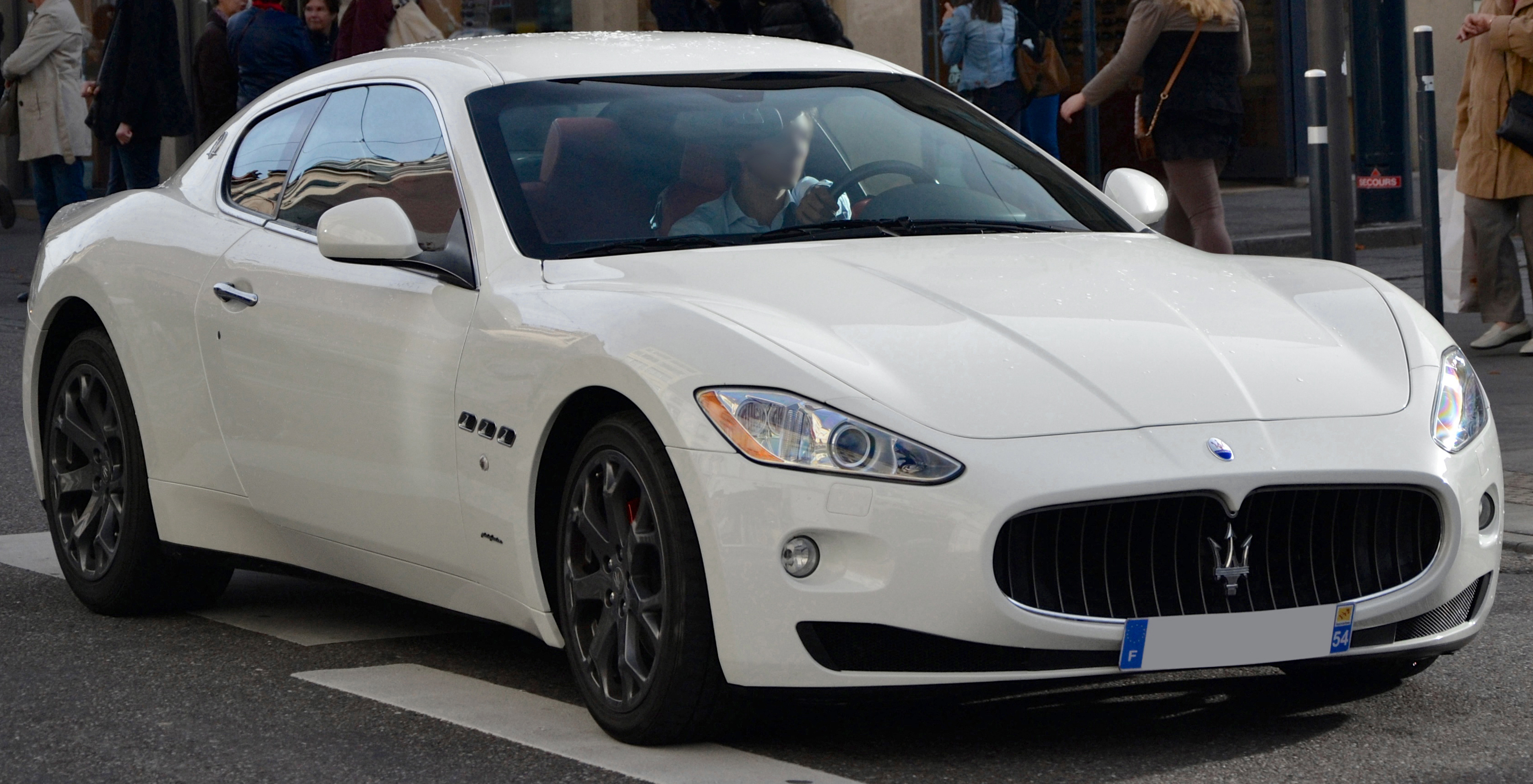
Maserati Granturismo
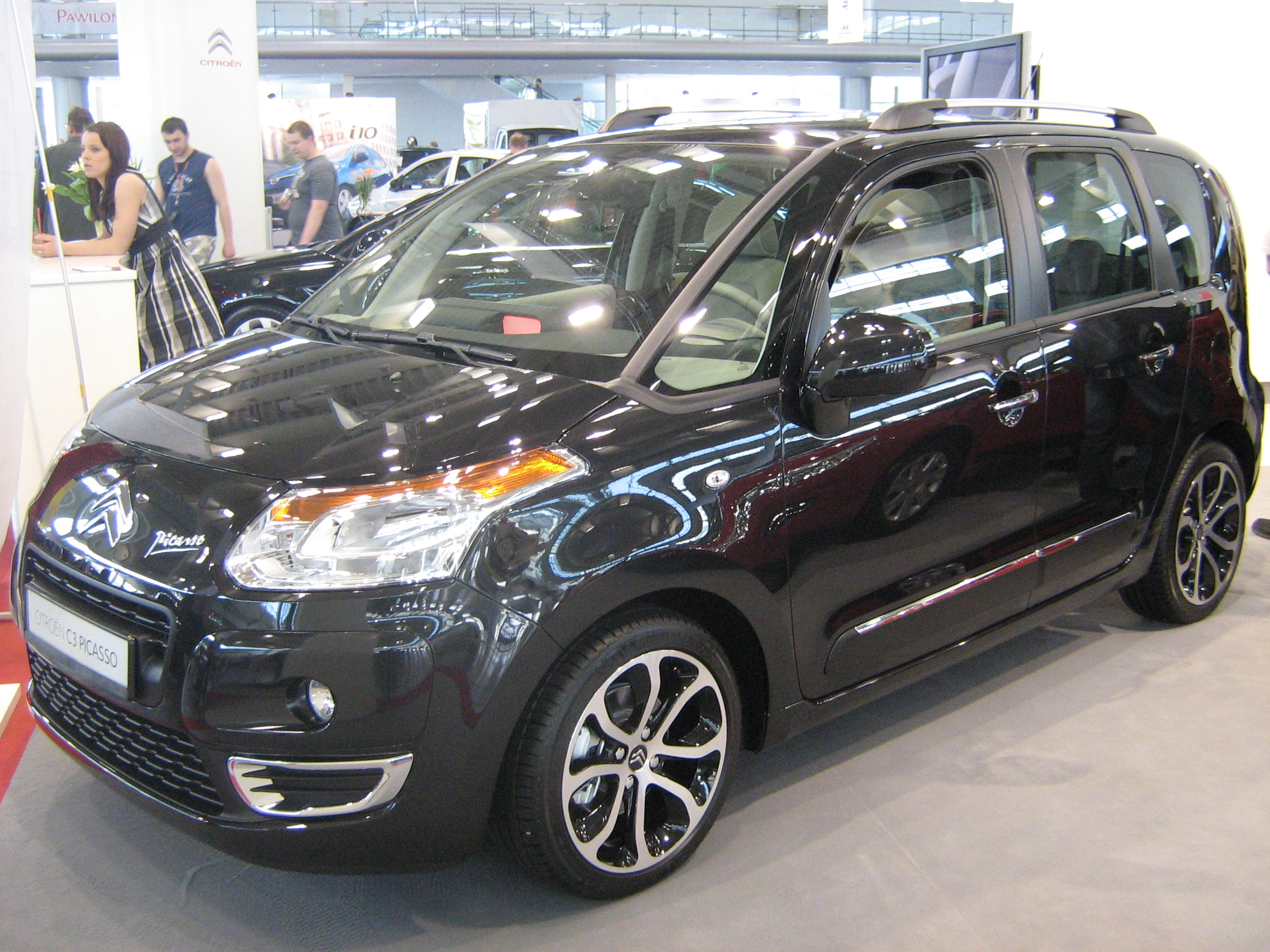
Citroën C3 Picasso
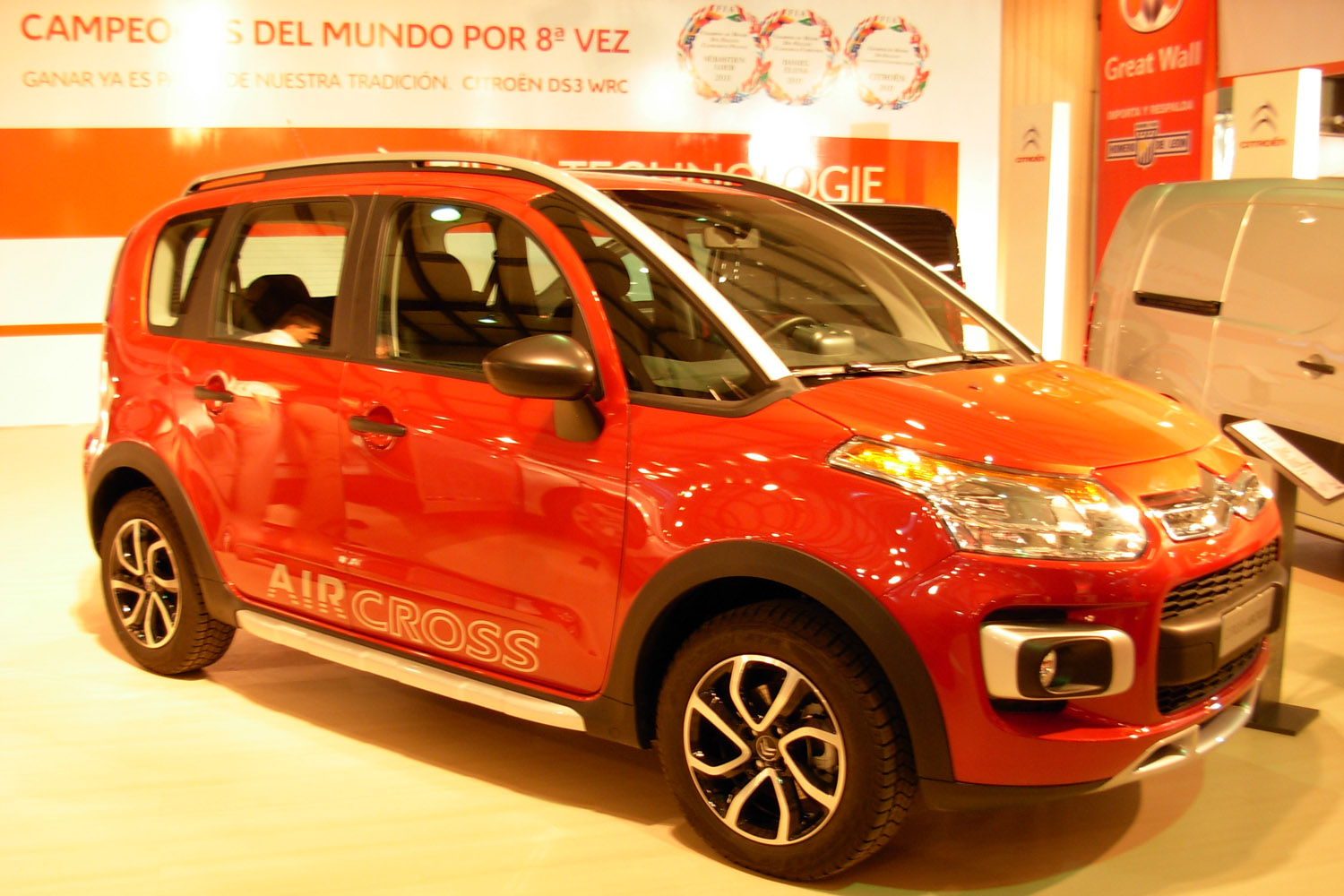
Citroën C3 Aircross
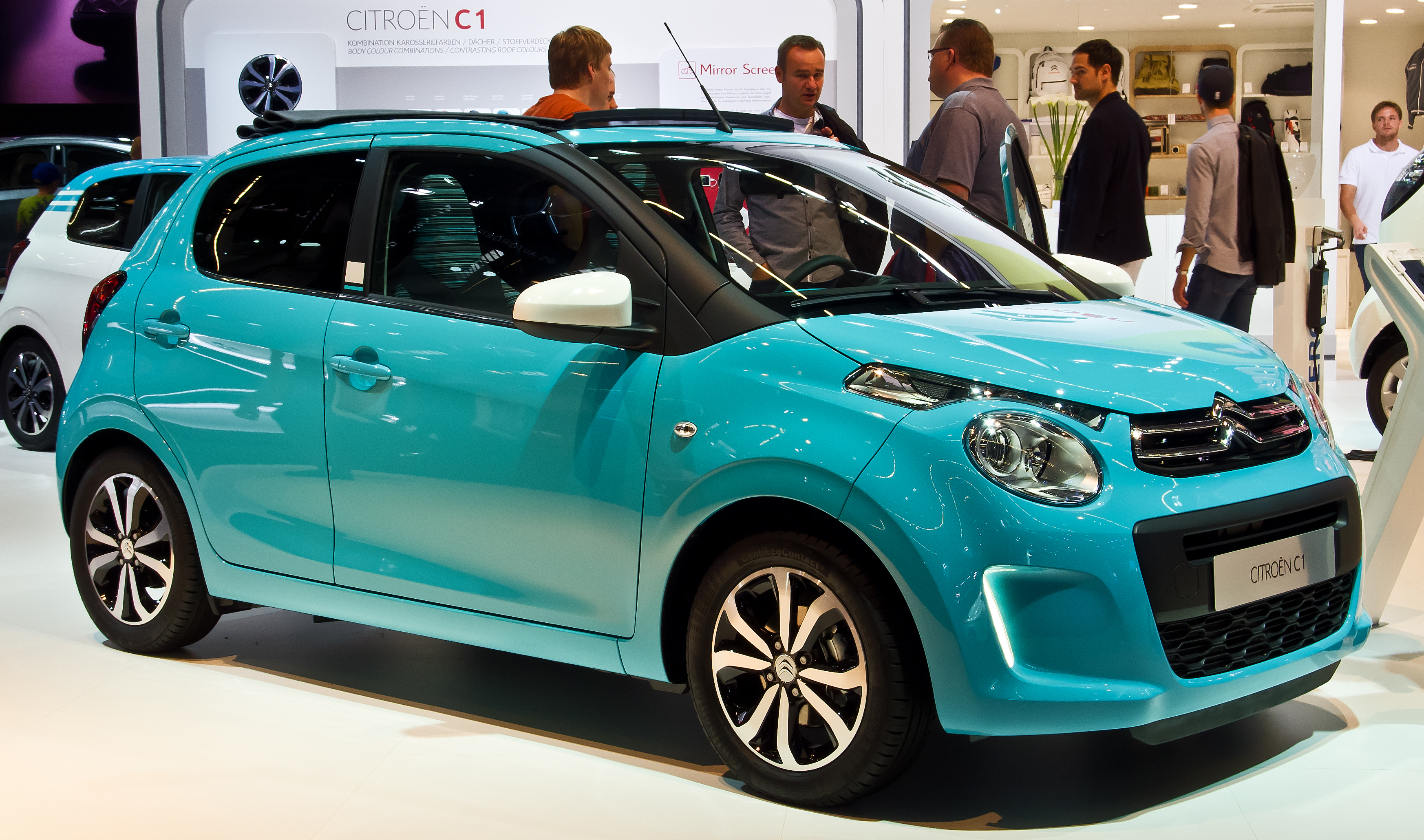
Citroën C1
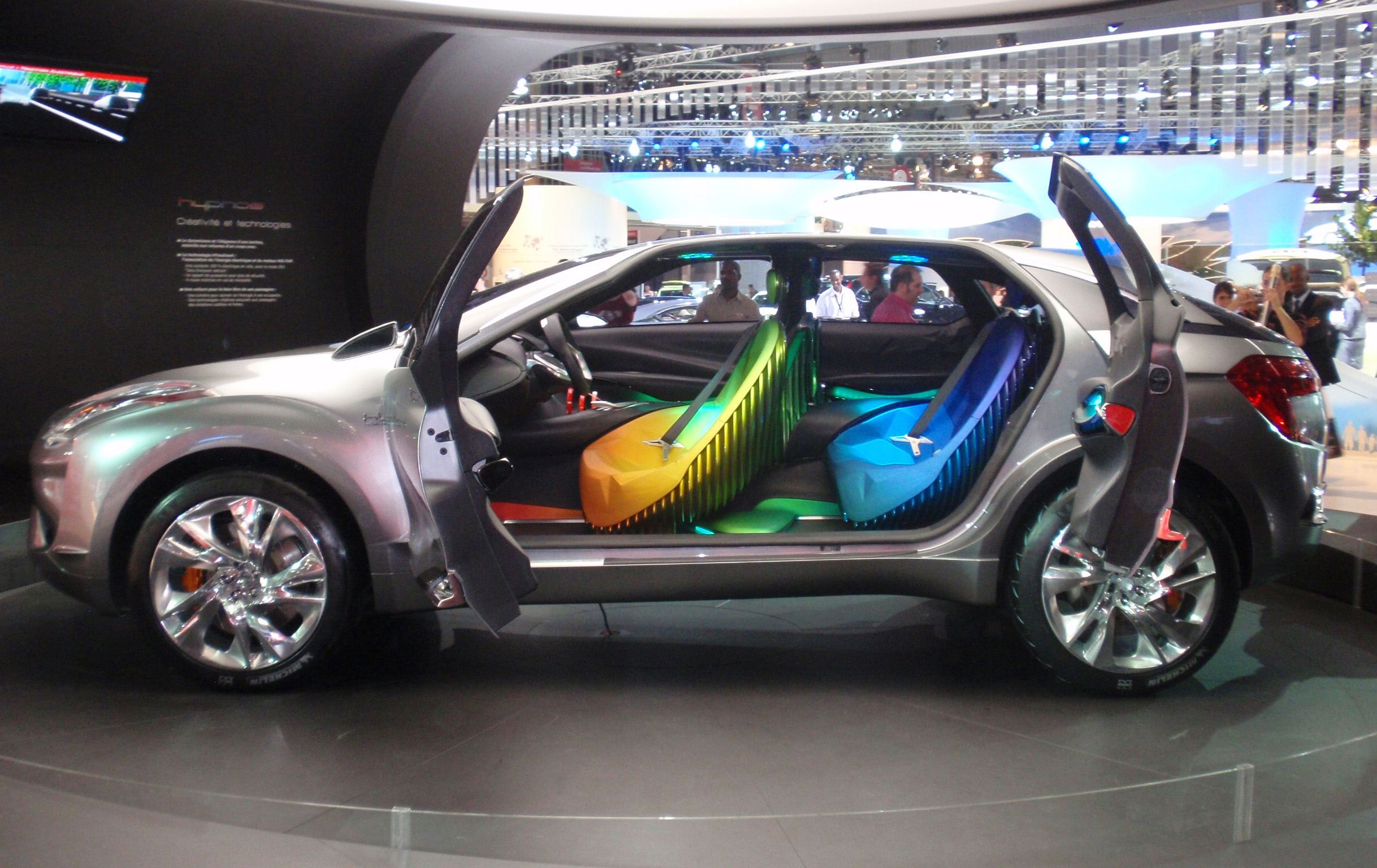
Citroën Hypnos
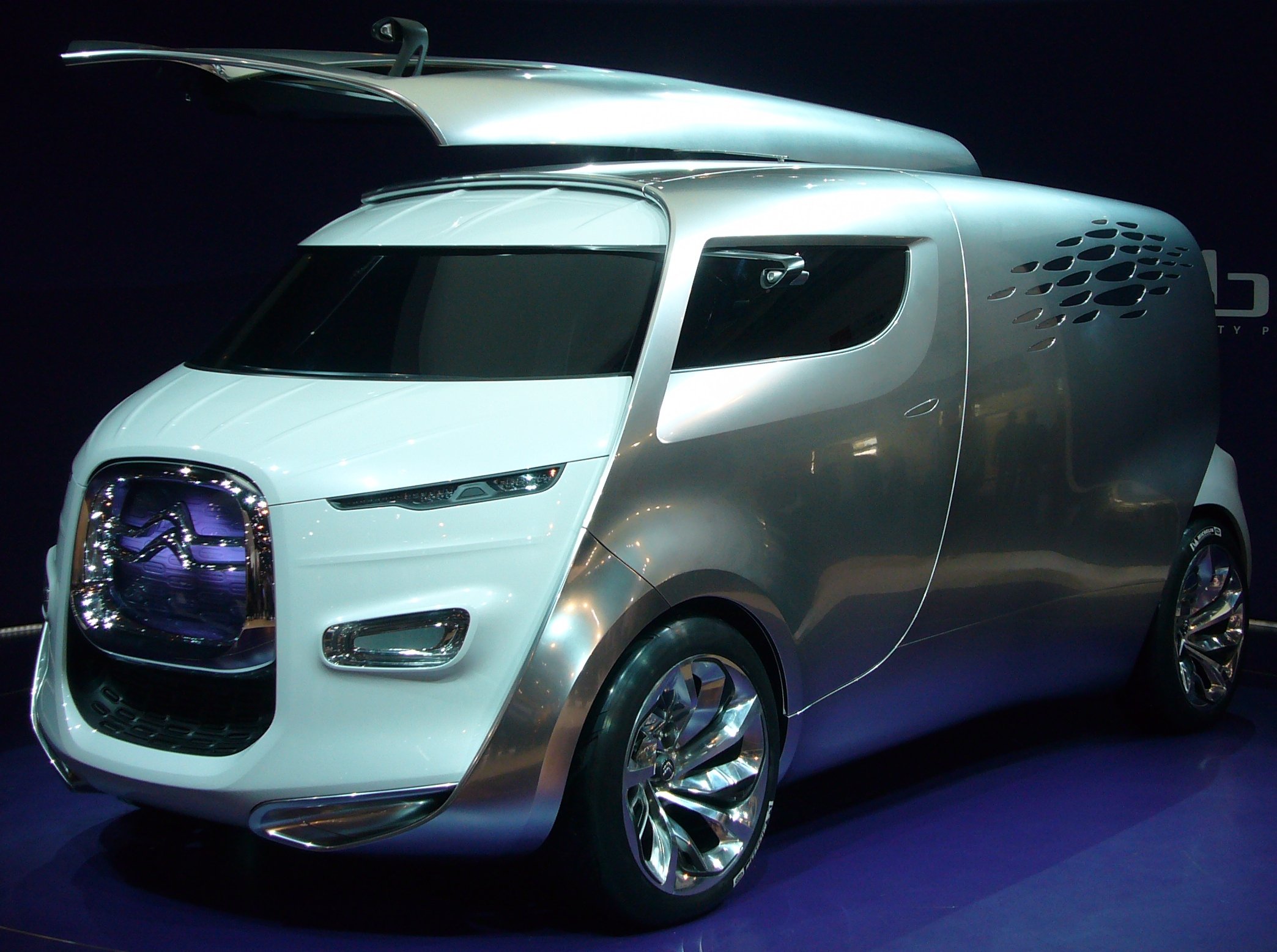
Citroën Tubik
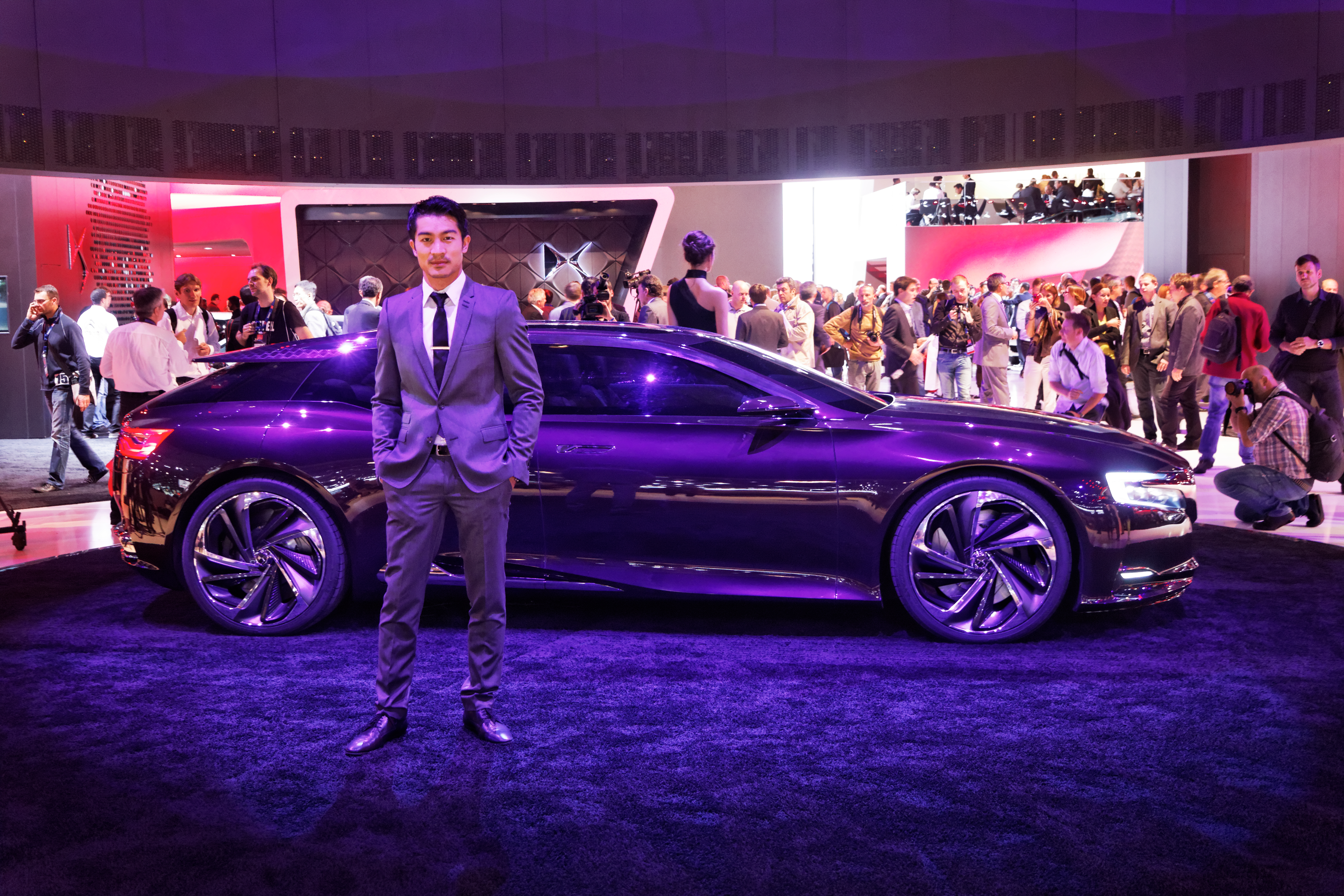
Citroën DS 9
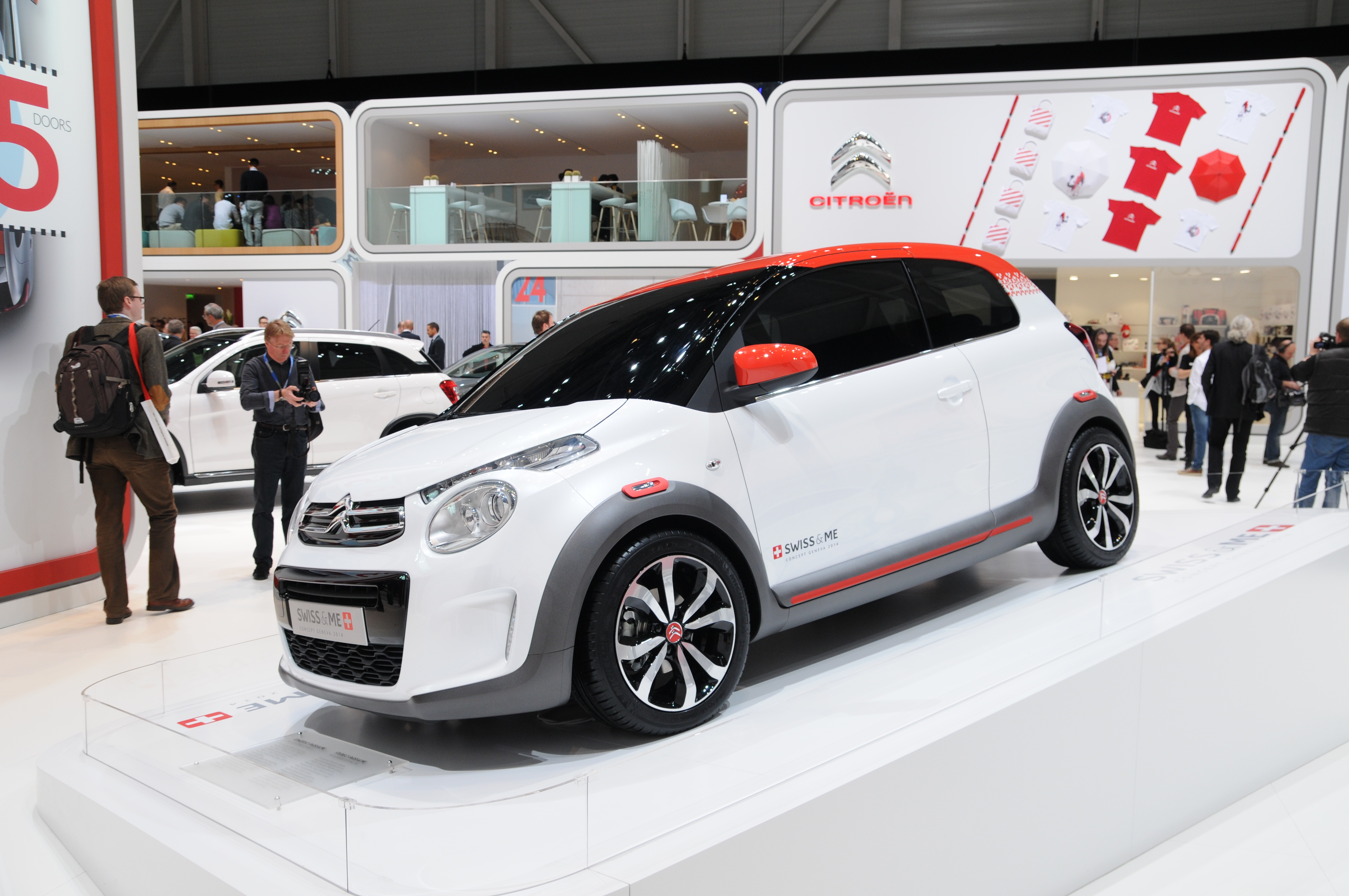
Citroën Swiss and Me
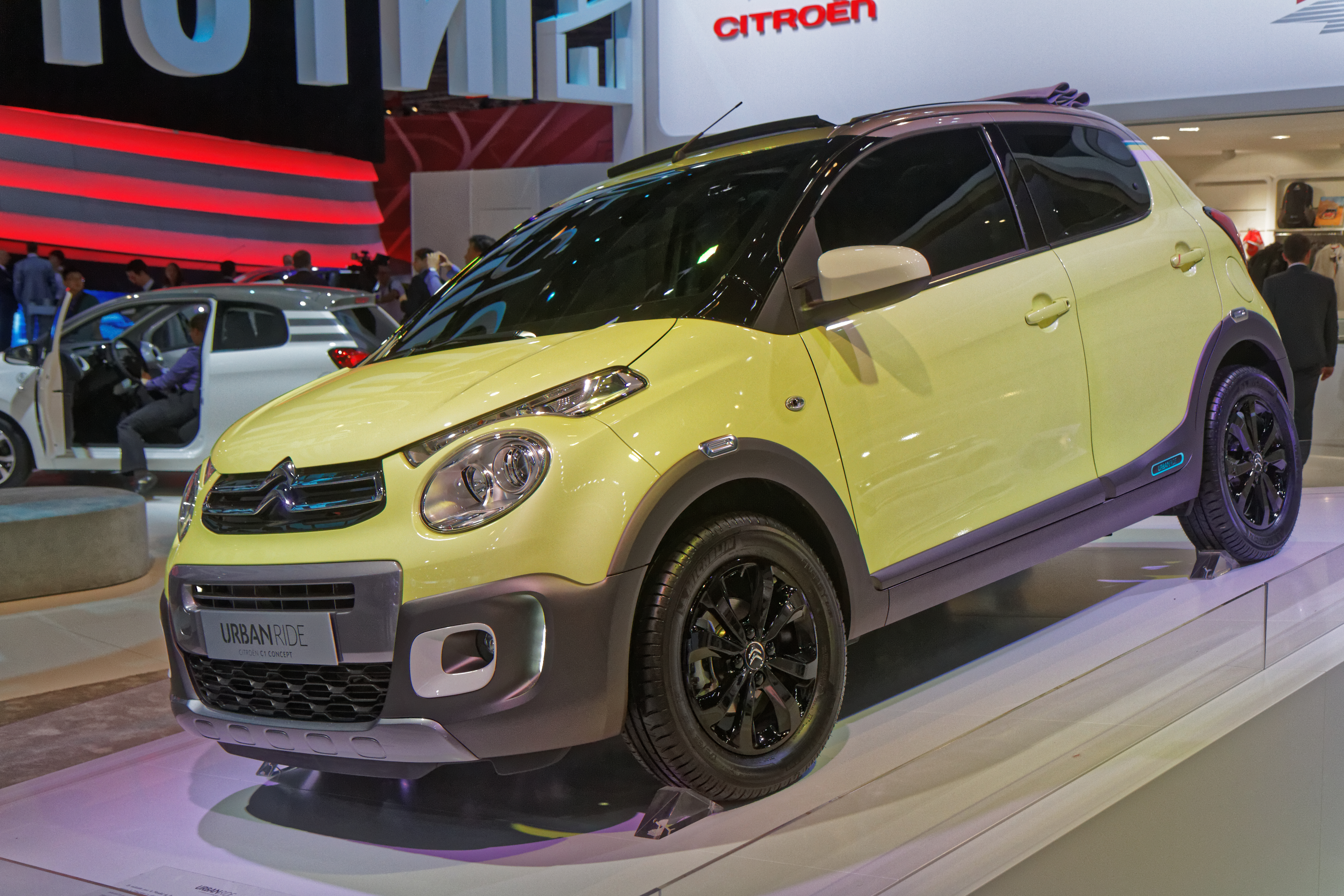
Citroën Urban Ride
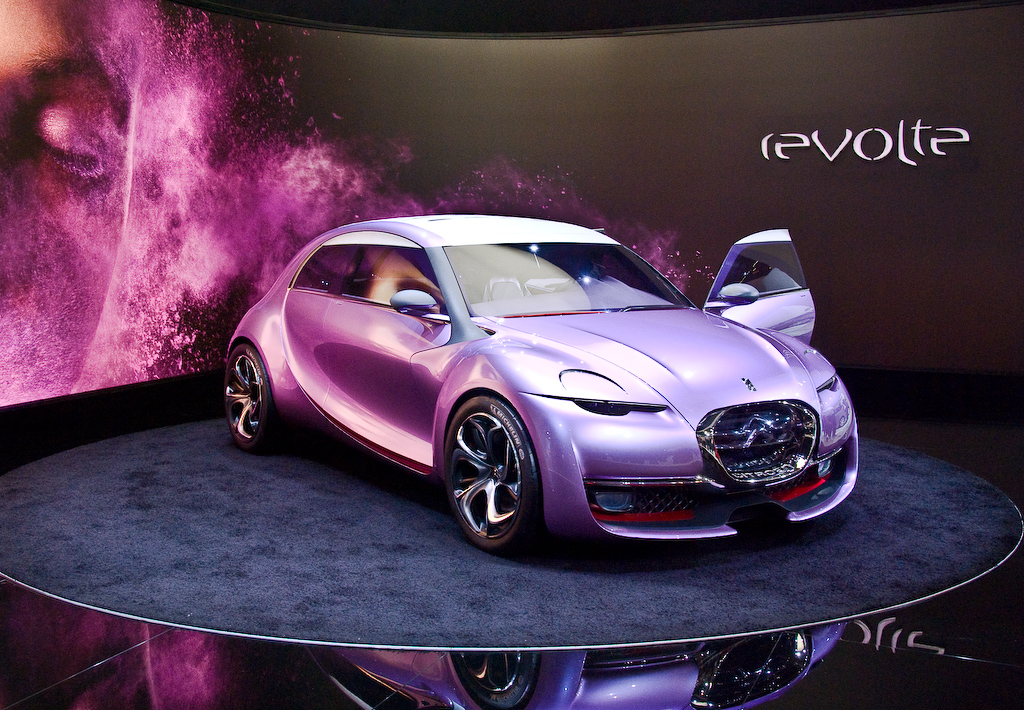
Citroën Revolte
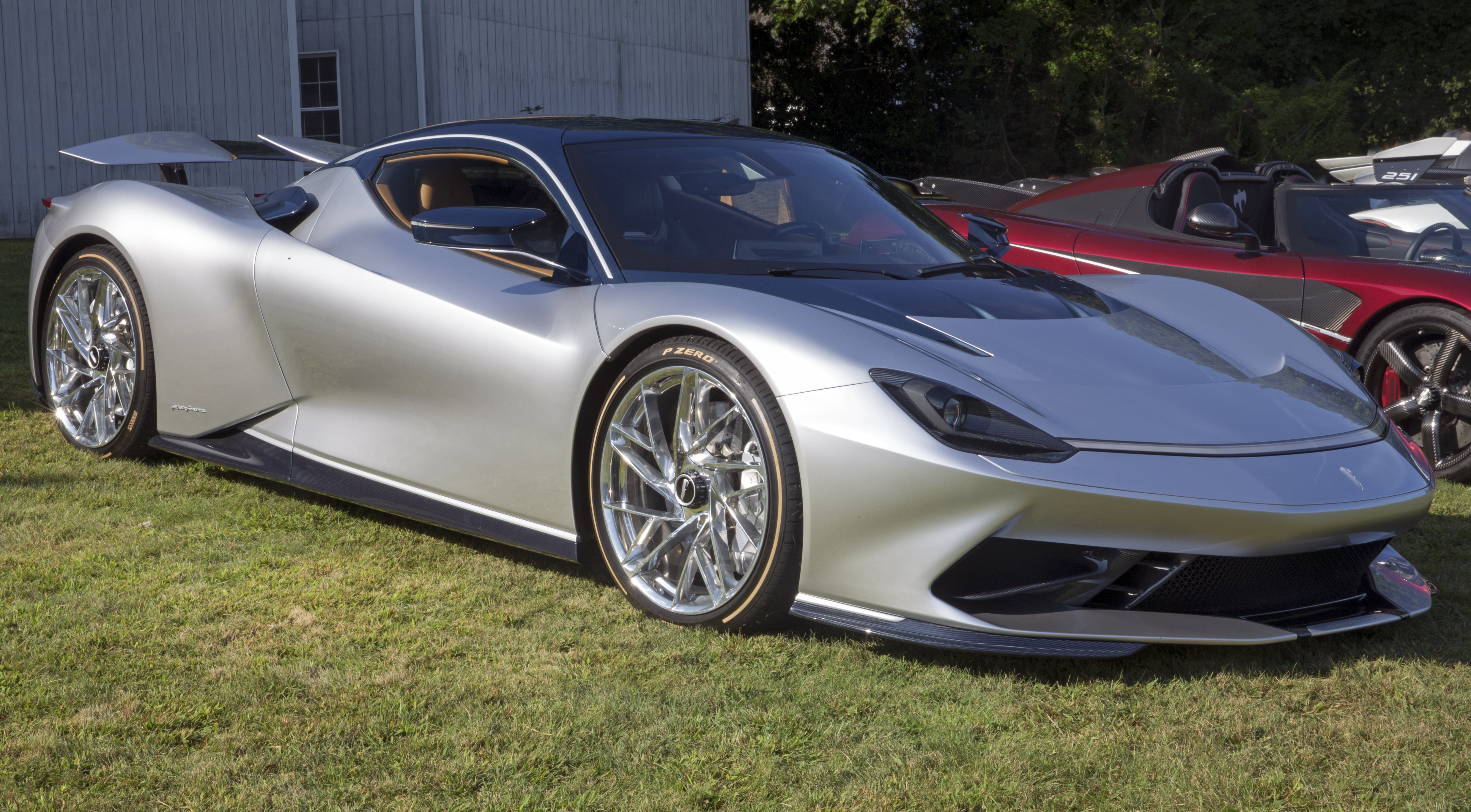
Pininfarina Battista
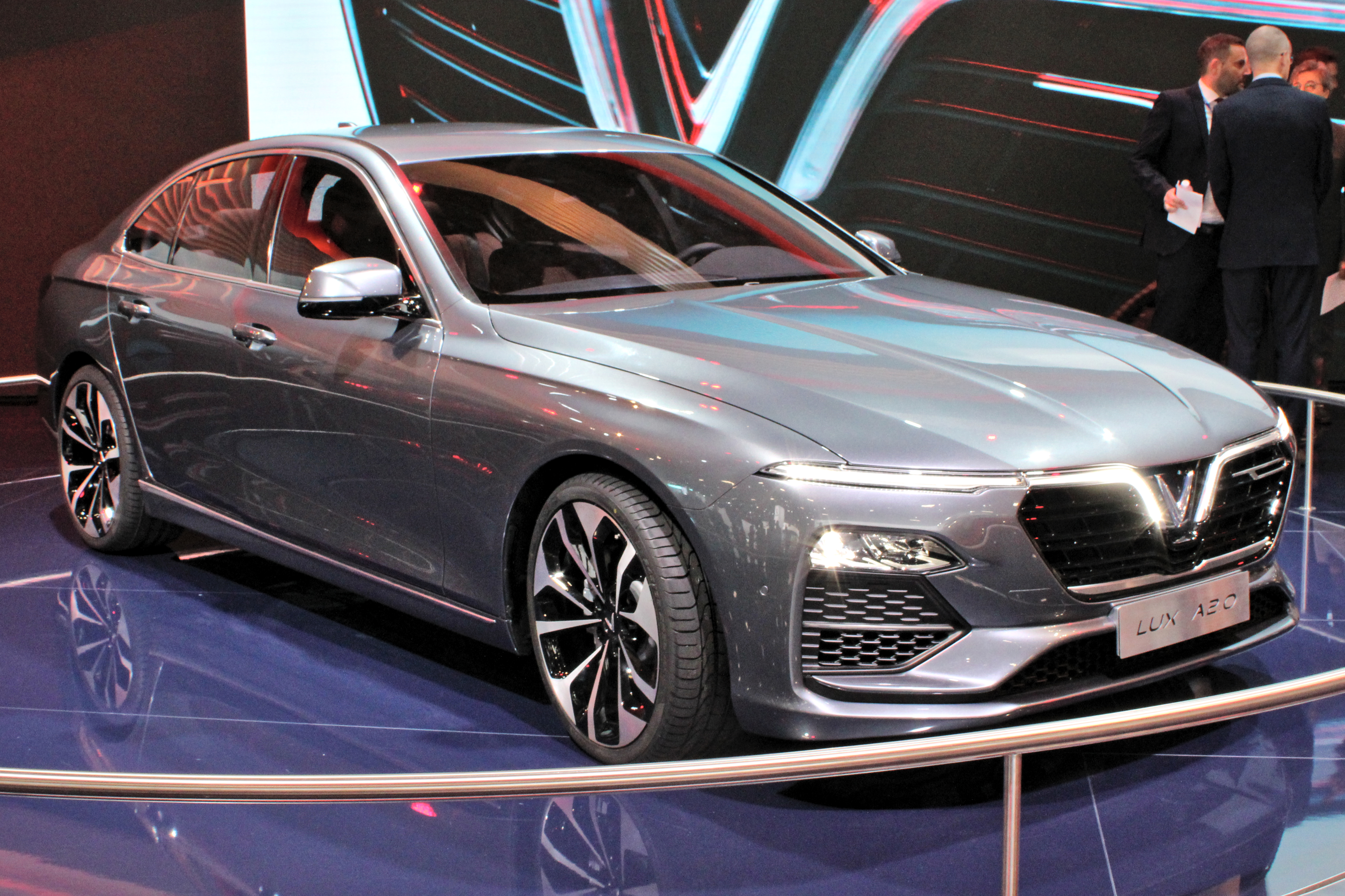
Vinfast Lux A 2.0
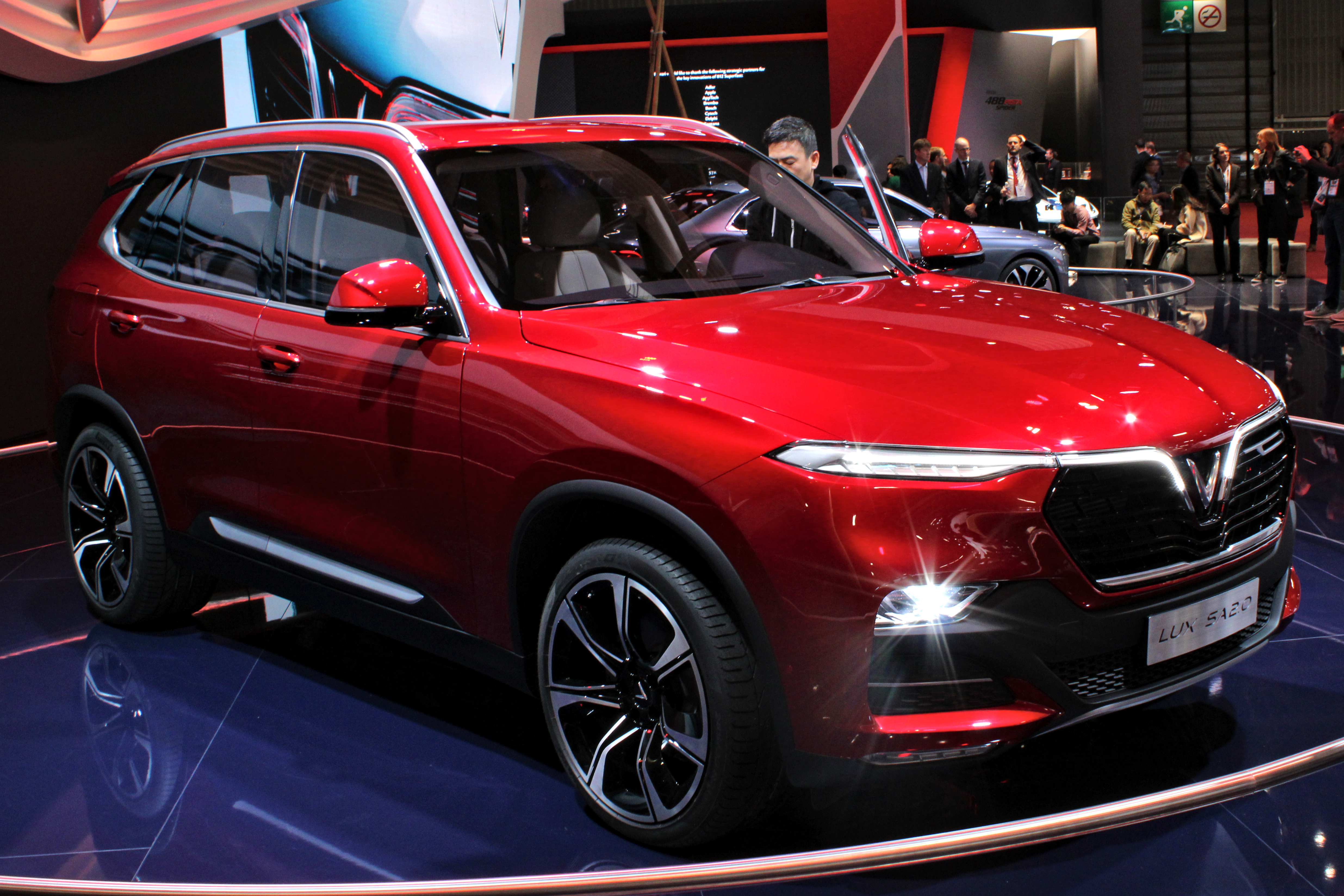
Vinfast Lux SA 2.0
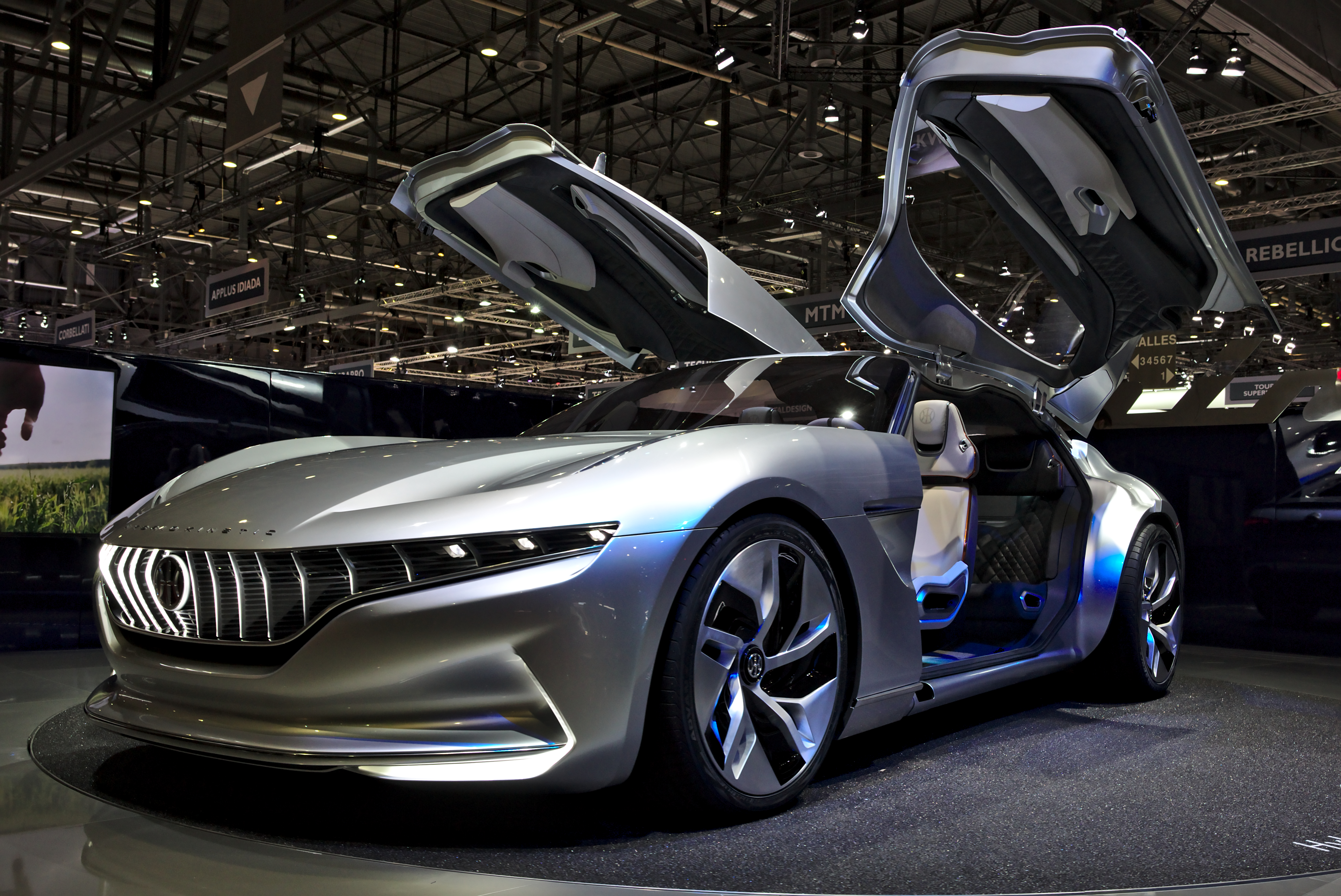
Pininfarina HK GT
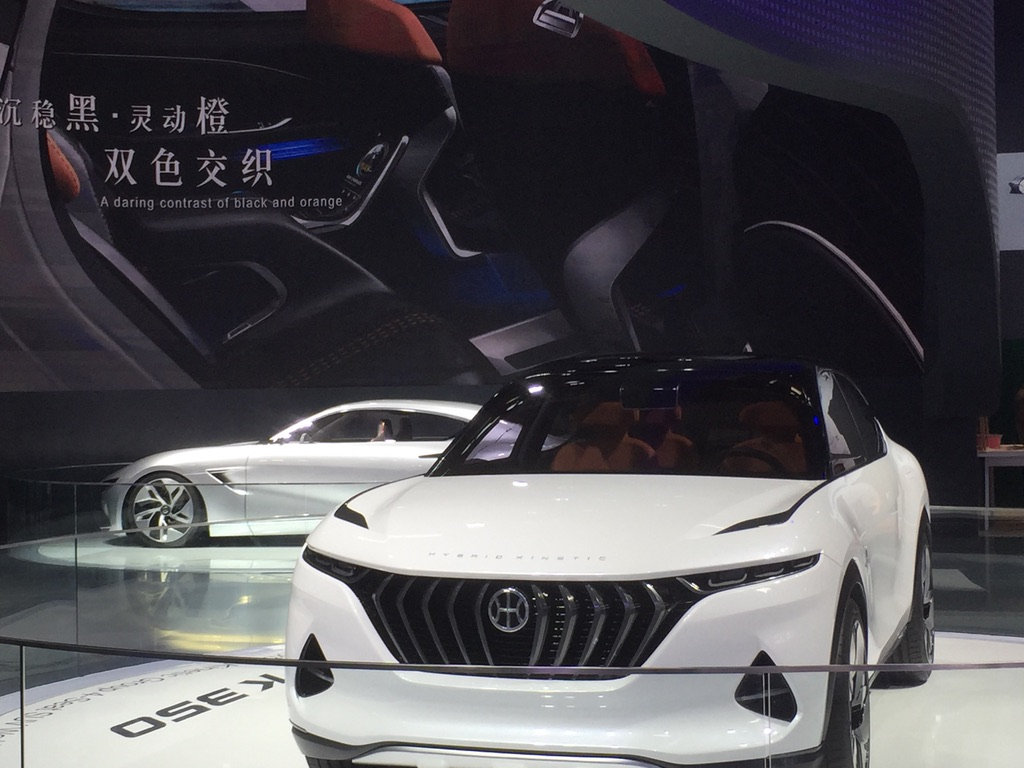
HK 350
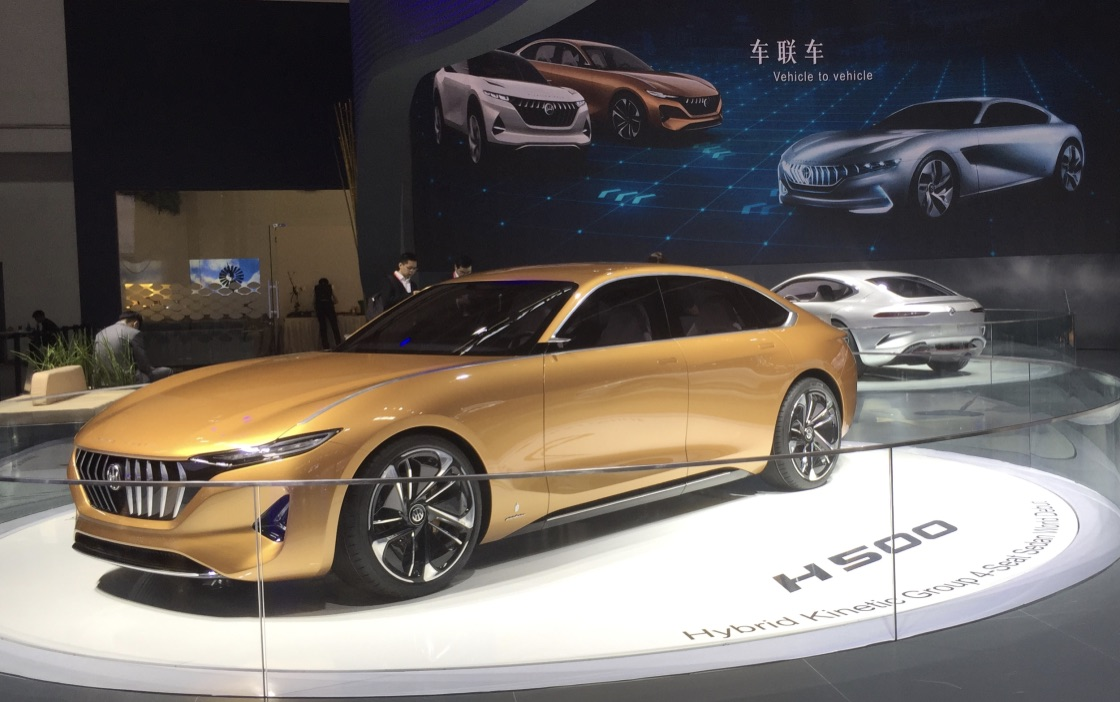
HK 500
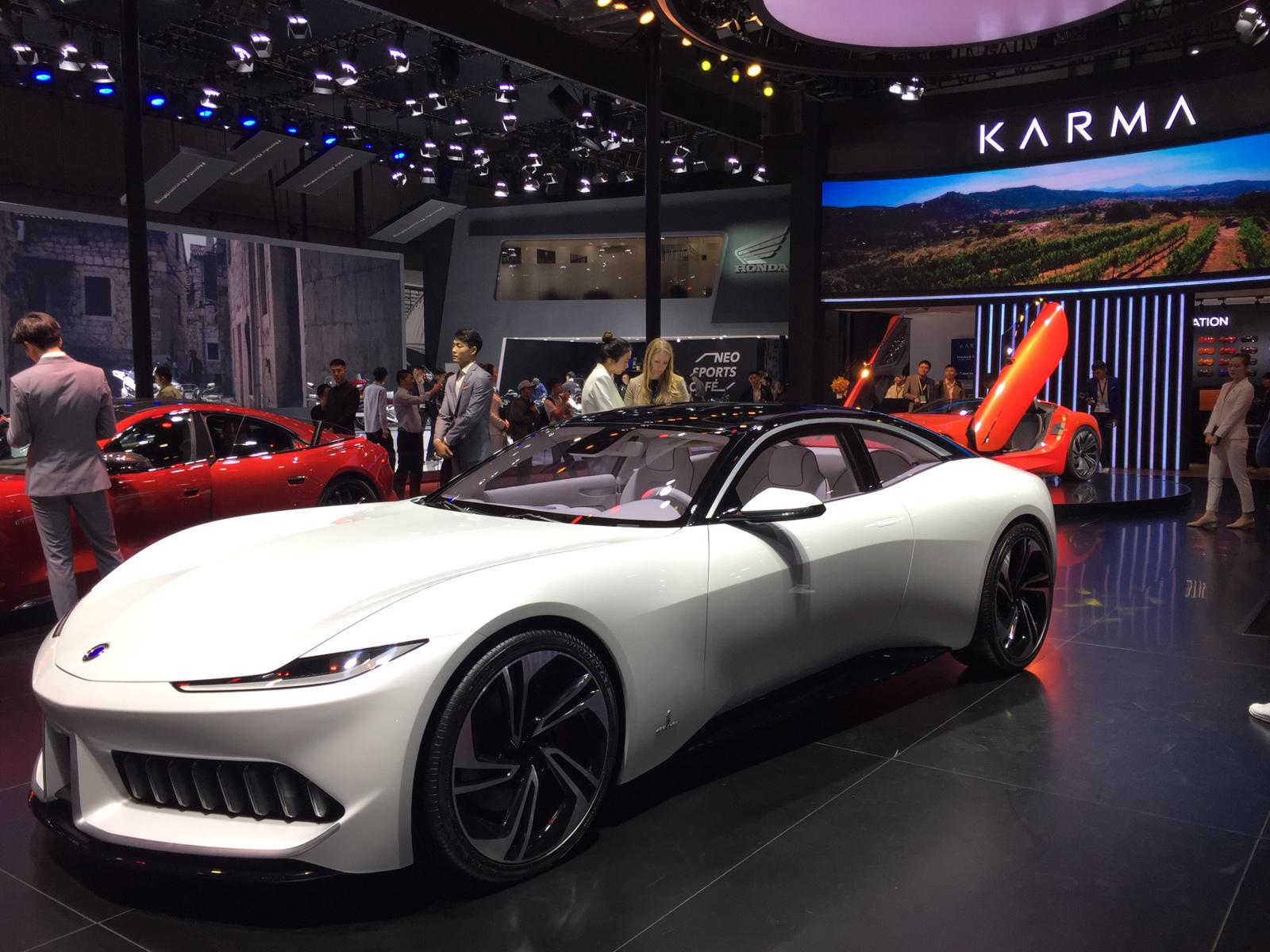
Karma GT by Pininfarina